# Lądowisko Oborniki-Słonawy
Lądowisko Oborniki-Słonawy – lądowisko samolotowe w Słonawach, położone w gminie Oborniki, w województwie wielkopolskim, ok. 4 km na północny zachód od Obornik. Lądowisko należy do Obornickiego Stowarzyszenia Lotniczego.
Lądowisko powstało w 2015, figuruje w ewidencji lądowisk Urzędu Lotnictwa Cywilnego. 
Dysponuje trawiastą drogą startową o długości 600 m i szerokości 50 m.